# Sporadogenerina
Sporadogenerina es un género de foraminífero bentónico de la subfamilia Ramulininae, de la familia Polymorphinidae, de la superfamilia Polymorphinoidea, del suborden Lagenina y del orden Lagenida. Su especie-tipo es Sporadogenerina flintii. Su rango cronoestratigráfico abarca el Holoceno.

## Discusión
Clasificaciones previas incluían Sporadogenerina en la superfamilia Nodosarioidea.

## Clasificación
Sporadogenerina incluye a las siguientes especies:
- Sporadogenerina flintii
- Sporadogenerina proteiformis